# Chen Geng
Chen Geng (Xiangxiang, 27 febbraio 1903 – Shanghai, 16 marzo 1961) è stato un generale, politico e scrittore cinese, importante guida militare comunista e uno dei dieci "grandi generali" dell'Esercito Popolare di Liberazione.

## Biografia
Chen combatté con grandi meriti durante la guerra civile cinese e la seconda guerra sino-giapponese e si guadagnò una grande fiducia da parte di Mao Zedong.
Dopo la nascita della Repubblica Popolare Cinese, fu inviato in Vietnam come istruttore militare delle truppe Viet Minh guidate da Ho Chi Minh, e, dopo aver lasciato l'Indocina, fu inviato in Corea come comandante e commissario politico del 3º Gruppo d'armate dell'Esercito popolare dei volontari.
Dopo essere tornato dalla Corea, Chen fondò l'accademia di ingegneria militare di Harbin, dove insegnò a utilizzare armi molto sofisticate. Tale accademia divenne una delle più famose università in Cina dopo pochi anni.
Dopo aver maturato esperienza nelle armi hi-tech, Chen si focalizzò sul programma balistico e di armi nucleari della Cina, ma non vide mai il successo di tali programmi dato che morì a causa di un attacco di cuore il 16 marzo 1961 all'età di 58 anni.